# Файлы Дрездена (телесериал)
«Файлы Дрездена», «Детектив Дрезден: Секретные материалы» — американский телесериал, созданный по мотивам одноимённой серии книг Джима Батчера. Премьера сериала состоялась 21 января 2007 на каналах Sci Fi Channel в США и SPACE в Канаде. Британский канал Sky One начал показ 14 февраля 2007.

## Сюжет
Главным героем сериала является Гарри Дрезден, современный маг, проживающий в Чикаго и зарабатывающий на жизнь расследованием загадочных преступлений. В этом ему помогает его верный друг и советник Боб, дух древнего колдуна, навечно заточённого в собственный череп, а также лейтенант Мерфи — молодая девушка-полицейский, в которую Дрезден тайно влюблен.

## Персонажи

### Главные персонажи
- Гарри Дрезден (Пол Блэкторн) — главный персонаж сериала. Гарри является героем поневоле, профессиональным магом, помогающим полиции Чикаго расследовать преступления с «необычными» обстоятельствами, а также другим людям, нуждающихся в помощи мага. Мать Гарри, могучая волшебница, погибла, когда он был ещё ребёнком. Его воспитанием занимался его отец-фокусник. Когда Гарри было 11, его магические способности начали проявлять себя. Его дядя Джастин Морнингвей пожелал забрать Гарри, чтобы начать его обучение магии. Когда отец Гарри отказался, Морнингвей убил его посредством тёмной магии. Повзрослев, Гарри узнал правду о гибели родителей и использовал свой дар, чтобы убить дядю. Хотя Джастин оставил Гарри внушительное наследство и крупное поместье, Гарри отдал деньги благотворительному фонду и отказался жить в доме убийцы его родителей.
- Лейтенант Конни Мерфи (Валери Крус) — детектив полиции Чикаго, которая зачастую приходит к Гарри за помощью в делах, в которых замешаны сверхъестественные силы, хотя сама она отказывается верить в то, что не вписывается в её «правила». Она относится к своей работе серьёзно и примет любую помощь, чтобы раскрыть дело. По-видимому, Конни начинает испытывать романтические чувства к Гарри.
- Хротберт «Боб» Бэйнбриджский (Терренс Манн) — древний дух, принадлежащий Дрездену. Раньше его хозяином был дядя Гарри — Джастин. Он даёт советы Дрездену по поводу личных и магических проблем, хочет Гарри того или нет. Боб является бесценным кладезем информации — без него Гарри бы не удавалось раскрывать преступления. Точный год (или даже век) казни Боба неизвестен, хотя он утверждает, что помнит XVI век. Также, в одной из серий, Боб угрожает Моргану рассказать все скучные истории за последнюю тысячу лет.
- Дональд Морган (Конрад Коутс) — исполнитель воли Верховного Совета, управляющего органа магического общества в Чикаго. Он всегда руководствуется законом и является сильным магом. Вследствие различия идеалов между Морганом и Дрезденом нередко случаются разногласия.

### Второстепенные персонажи
- Детектив Сид Кирмани (Рауль Бханеджа) — напарник Мерфи в полиции Чикаго. Он скептически относится к способностям Дрездена, считая его шарлатаном.
- Уолдо Баттерс (Мэтт Гордон) — судебный медэксперт чикагской полиции, помогающий Мерфи в её особо загадочных расследованиях.
- Джастин Морнингвей (Дэниел Кэш) — бывший исполнитель Верховного Совета и дядя Дрездена. Убит племянником при помощи тёмной магии. Перед смертью он оставил двойника, запрограммированного на воскрешение хозяина.
- Бьянка (Джоан Келли) — сильнейшая вампирша Чикаго, член Красного дома вампиров.
- Древняя Май (Джейн МакЛин/Элизабет Тай) — дракониха, одна из глав Верховного Совета. Терпеть не может дядю, мать и самого Дрездена и ищет причину, чтобы пресечь род Морнингвеев. Один из её коллег по Верховному Совету является Морнингвеем, и приходится дедушкой Гарри Дрездену. Поэтому Гарри не казнили за убийство дяди.
- Лора Эллис (Натали Лисинска) — официантка в местной забегаловке, любовный интерес Гарри в нескольких сериях.

## Различия между сериалом и книгами
- Хотя действие происходит в Чикаго, сериал снимался в Торонто, да и Джим Батчер предупреждал, что Чикаго в книгах о Гарри Дрездене не калька с Города Ветров, а совершенно придуманный сызнова город, с нереальной топографией и историей.
- Синий Фольксваген Жук Гарри был заменён на Джип времён Корейской войны. Тем не менее в 8 серии в одной из сцен Гарри занят ремонтом именно синего Фольксвагена Жука.
- Плащ, который любит носить Гарри из книг, не присутствует в сериале.
- В книгах Боб существует лишь как бестелесный голос из черепа. В сериале он появляется в человеческой форме. Также в книгах Боб является духом воздуха, а не призраком колдуна. Следует упомянуть, что в оригинальной пилотной серии, которая так и не была показана изначально, Боб действительно был лишь черепом, а не призраком.
- В книгах Мерфи зовут Кэрин а не Конни, но создатели сериала не желали создавать конфуза, так как в реальной полиции Чикаго служит офицер Кэрин Мерфи. Также у Мерфи в книгах не было дочери, а сама она имела ирландское происхождение. Кроме того, в книгах часто подчеркивается, что она голубоглазая блондинка, а в сериале её показали кареглазой брюнеткой.
- Джастин Морнингвей (в книгах, Джастин ДюМорн) является дядей Гарри, тогда как в книгах он усыновил Гарри.
- В книгах вампирша Бьянка является кровожадной хищницей желающей медленной смерти Гарри. В сериале она стала гораздо более дружелюбным персонажем, и даже спасла жизнь Гарри в прошлом.
- В книгах Гарри использовал различные посохи и ни один из них не являлся хоккейной клюшкой.

## Список серий
1. «Птицы одного пера» (англ. Birds of a Feather) — считая, что за ним охотятся чудовища, маленький мальчик просит помощи у единственного известного мага в Чикаго — Гарри Дрездена.
2. «Идентификация Буна» (англ. The Boone Identity) — призрак убитой девушки не может найти покой, пока её убийца не получит по заслугам. Но вот загвоздка — он уже мёртв.
3. «Собачья шерсть» (англ. Hair of the Dog) — Мерфи просит помощи у Дрездена расследовать серию загадочных убийств. Он обнаруживает, что в деле замешаны оборотни — они и есть убитые.
4. «Правила боя» (англ. Rules of Engagement) — пытаясь спасти очередную жертву от злобного демона, Гарри узнаёт, что их кое-что связывает.
5. «Плохая кровь» (англ. Bad Blood) — Дрездена нанимает самая красивая (и самая опасная) вампирша в Чикаго, Бьянка. Кто-то пытается её убить, и ей нужна помощь мага, чтобы узнать — кто и зачем.
6. «Духовный наследник» (англ. Soul Beneficiary) — когда человек, испытывающий видения о том, что он умрёт, падает замертво в офисе Дрездена, Гарри оказывается замешан в серии загадочных убийств, которые раскрывают тёмную тайну из прошлого Боба.
7. «Стены» (англ. Walls)— Гарри выявляет группу вороватых студентов, обнаруживших сверхъестественный способ обезвреживания любых систем безопасности. Но этот способ постепенно их убивает.
8. «Штормовой фронт» (англ. Storm Front) — жестокое преступление бросает Дрездена в середину гангстерских разборок и напоминает ему об опасностях тёмной магии. Эта серия должна была быть первой.
9. «Другой детектив» (англ. The Other Dick) — во время уроков, необходимых для получения лицензии частного детектива, Гарри обнаруживает тело своего учителя, убитого с помощью сверхъестественных сил. Гарри нехотя принимает помощь ассистентки убитого (Клаудия Блэк), чтобы найти виновных.
10. «Как насчёт Боба?» (англ. What About Bob?) — очередная любовница Гарри крадёт череп Боба и доставляет его дяде Дрездена Джастину Морнингвею, который был убит Гарри пять лет назад.
11. «Вещи в темноте» (англ. Things That Go Bump)— Древняя Мэй и Морган прячутся в доме Дрездена после того, как на них нападает один из врагов Мэй. Но затем они узнают что оказались в ловушке и на них надвигается смертоносное заклятие.
12. «Второй город» (англ. Second City) — в Чикаго заявляется отец Мерфи, и у него к дочери одна претензия: по имени Гарри Дрезден.